# Vrouwenbank

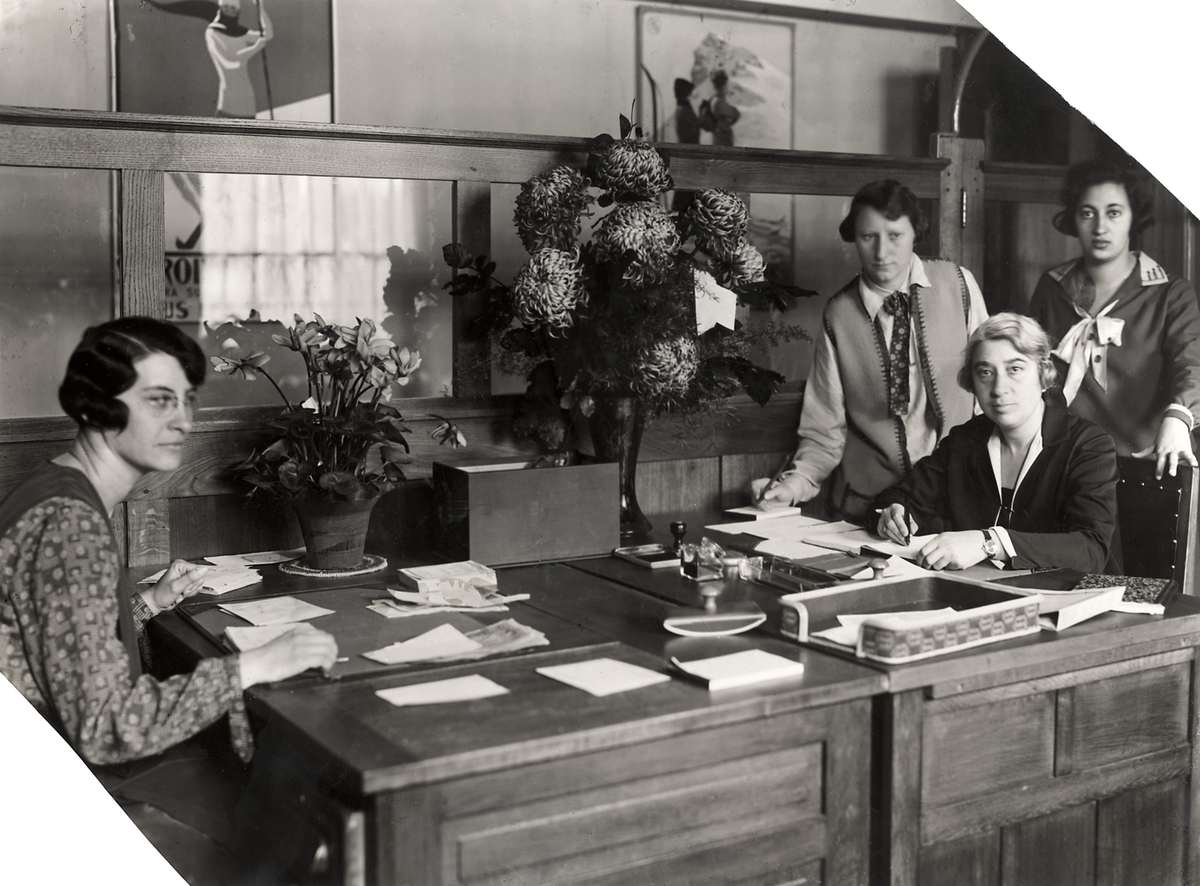
Directrice Clara Meijers en mevr. Mr. C. Kleinhoonte, procuratiehoudster, alsmede enkele personeelsleden. Amsterdam, 1928.

De Vrouwenbank was een Nederlandse bancaire instelling die op 1 november 1928 als 'Bijkantoor voor Vrouwelijke Cliënten' werd opgericht door de Robaver (Rotterdamsche Bank) met het oogmerk het groeiend aantal vrouwen te bedienen dat hun bankzaken zelfstandig wilde behartigen.
De bank had exclusief vrouwelijke cliënten en personeel. Instigator en eerste directrice was Clara Meijers, die krediet wilde verlenen aan vrouwen die bijvoorbeeld een eigen zaak wilden beginnen omdat ze merkte dat de bestaande banken dit vaak weigerden. Meijers probeerde in 1913 voor het eerst een speciale bank voor vrouwen op te richten, maar pas in 1928 had ze voldoende steun verzameld. De Vrouwenbank besteedde veel aandacht aan voorlichting zodat vrouwen hun eigen geldzaken konden regelen. Gehuwde vrouwen moesten vooralsnog vanwege de huwelijkswet eerst door hun echtgenoot gemachtigd worden, voordat ze financiële verrichtingen konden doen.
De Vrouwenbank overleefde de crisis van de jaren 30 en had vooral ongehuwde vrouwen, studerende vrouwen, weduwen en vrouwenorganisaties als klant. De eerste klant was Rosa Manus.
Het doek voor de Vrouwenbank viel in 1971; door de vrouwenemancipatie was de Vrouwenbank ouderwets geworden.